# 滨湖圣玛丽-尼斯芒
滨湖圣玛丽-尼斯芒（法語：Sainte-Marie-du-Lac-Nuisement，法語發音：[sɛ̃t maʁi dy lak nɥizmɑ̃]）是法国马恩省的一个市镇，属于维特里勒弗朗索瓦区。该市镇于1969年由原市镇滨湖圣玛丽（Sainte-Marie-du-Lac）和尼斯芒欧布瓦（Nuisement-aux-Bois）合并而成。

## 地理
滨湖圣玛丽-尼斯芒（48°36'21"N, 4°46'35"E）面积17.35 平方千米，位于法国大東部大區马恩省，该省份为法国东北部内陆省份，北起阿登省，西北接埃纳省，西南接塞纳-马恩省，南至奥布省，东南接上马恩省，东临默兹省。
与滨湖圣玛丽-尼斯芒接壤的市镇（或旧市镇、城区）包括：埃克拉龙-布罗库尔-圣利维埃、昂布里耶尔、埃科勒蒙、日福蒙-尚波贝尔、欧特维尔、朗德里库尔、拉尔济库尔。

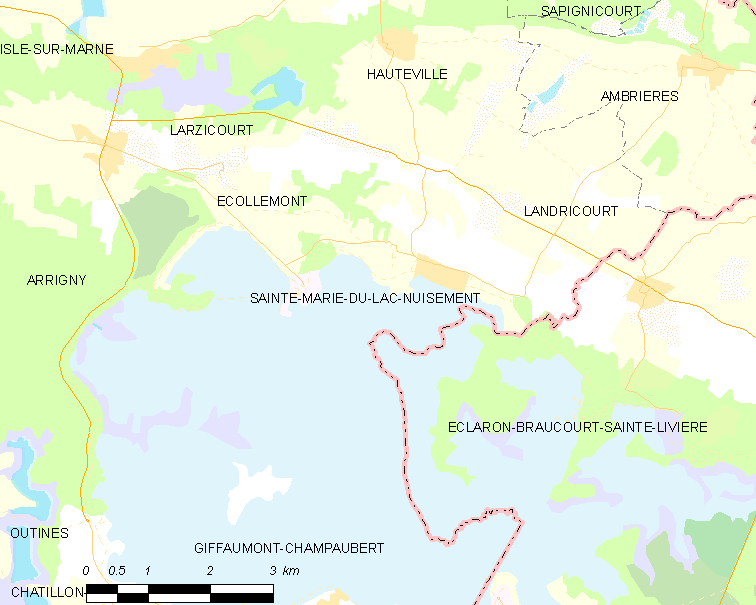
滨湖圣玛丽-尼斯芒的OSM定位图

滨湖圣玛丽-尼斯芒的时区为UTC+01:00、UTC+02:00（夏令时）。

## 行政
滨湖圣玛丽-尼斯芒的邮政编码为51290，INSEE市镇编码为51277。

## 政治
滨湖圣玛丽-尼斯芒所属的省级选区为塞迈兹莱班县。

## 人口

1962-2008年间滨湖圣玛丽-尼斯芒人口变化图示

滨湖圣玛丽-尼斯芒于2022年1月1日时的人口数量为273人。